# Jan Sienko z Siennowa
Jan Sienko (Seńko, Senko) z Siennowa (łac. de Syennow) i Zarzecza herbu Korczak (zm. 1460) –  podkomorzy i tutor przemyski w latach 1436–1437, kasztelan lwowski w latach 1438–1448.
Miał dwóch dziedziców: Michała, dziedzica Krzeczowic i Jakuba, dziedzica Siennowa. Michał, żonaty z Małgorzatą Dolińską, miał dwóch synów: Jana i Michała, którzy przyjęli nazwisko Krzeczowski herbu Korczak. Synowie Jakuba, Mikołaj i Andrzej, przyjęli nazwisko Siennowski z Siennowa i również pieczętowali się herbem Korczak. Seńko z Siennowa miał również syna Jana, absolwenta Akademii Krakowskiej, który został sekretarzem Władysława Warneńczyka. Jan nie został dziedzicem, ponieważ w maju 1440 roku, podczas podróży królewskiego dworu na Węgry, utonął w rzece Hornad.